# お化けなんてないさ
- お化けなんてないさ
- オバケなんてないさ
- おばけなんてないさ

お化けなんてないさ（おばけなんてないさ）は、作詞：槇みのり、作曲：峯陽による日本の童謡。弘田三枝子の歌により1966年にNHKの番組『みんなのうた』で『オバケなんてないさ』というタイトルで放送された。また森晴美の歌により、同じくNHKの『おかあさんといっしょ』（うたのえほん）で放送された。『みんなのうた』版は、イントロ・間奏・コーダがかなり変更された。
声優の田中真弓によるカバーが存在する。
2015年には木村カエラが「オバケなんてないさ」としてカバーし、『EGG』のc/wとしてシングル発売された。
2016年の保育士実技試験課題曲に取り上げられた。
『みんなのうた』では「みんなのうた発掘プロジェクト」により音声が提供され、2016年8月から9月まで半世紀ぶりの再放送。
2021年には、LIFULLが本曲の替え歌を使用して多様性を訴えるCMを制作している。

## 録音した歌手
- 森晴美
- 田中星児 - 『NHKテレビ「うたのえほん」うたのおにいさん』（1972年、ビクター JBX-10）収録。以後もビクターの童謡集に収録されることがある。
- 大杉久美子 - LP「リズムでゴーゴー」（1977年、東京12チャンネルの子供番組『ワイワイ軍団900』より。日本コロムビア）収録
- 小川麻琴、柴田あゆみ、石井リカ - 『ザ・童謡ポップス(3) 夏のうた集』（2002年）収録
- 速水けんたろう -『けんたろうとミクのワイワイキッズ！ けんたろうお兄さんのあそびうた3』（2002年）収録
- 田中真弓 - 『あんふぁんとつくったファミリーCD〜夏バージョン』（2006年）が初出。以後も日本コロムビアの童謡集に収録されることがある。
- ばいきんまん（声：中尾隆聖） - OVA『アンパンマンとはじめよう!きせつのうた まっかな あきだよ』挿入歌。同作のサウンドトラックCD『アンパンマンとはじめよう! きせつのうたをうたおう まっかなあきだよ』（2008年）収録
- 木村カエラ - 「EGG」（2015年）収録

## 絵本
- 『せなけいこのえ・ほ・ん 5 おばけなんてないさ』

せなけいこ（絵）、槙みのり（作詞）、峯陽（作曲）、ポプラ社、2009年、ISBN 978-4-591-11048-5